# Battaglia di Memphis
La battaglia di Memphis è stata una battaglia navale combattuta sul fiume Mississippi nei pressi della città di Memphis nel giugno 1862, nel contesto della guerra di secessione americana. Lo scontro si risolse in una disastrosa sconfitta per i sudisti che segnò la fine della presenza navale della Confederazione sul fiume. Ebbe luogo un'altra battaglia di Memphis, nel 1864, ma si trattò di una incursione terrestre compiuta dalla cavalleria confederata di Nathan Bedford Forrest contro un accampamento unionista che ospitava numerosi prigionieri confederati.

## Contesto
Dopo la vittoria nella battaglia dell'Isola numero 10 la flotta dell'Unione era riuscita a prendere il controllo di una porzione sufficiente del corso del Mississippi per raggiungere Memphis.
Inoltre, a seguito della vittoria nordista nell'assedio di Corinth, la rete ferroviaria che collegava Memphis con la parte orientale della Confederazione era stata interrotta e dunque il comando sudista decise di ridurre fortemente le proprie unità di stanza nella città e nelle fortezze vicine per concentrarle altrove, in particolare a Vicksburg (Mississippi).
La flotta sudista nei pressi di Memphis era ridotta a poche unità navali di ridotto tonnellaggio, per lo più imbarcazioni civili trasformate in navi da guerra con dei rinforzi costruiti con delle balle di cotone (da qui il soprannome ironico cottonclads: "corazzate di cotone").
All'arrivo della flotta nordista, all'inizio di giugno Montgomery, il comandante della flotta sudista, non essendo in grado di ritirarsi decise di affrontare il nemico, nonostante l'inferiorità non tanto numerica quanto qualitativa delle sue navi. La flotta unionista era composta da cinque corazzate fluviali di classe City e quattro arieti torpedinieri, USS Queen of the West, USS Monarch, USS Lancaster e USS Switzerland.

## La battaglia

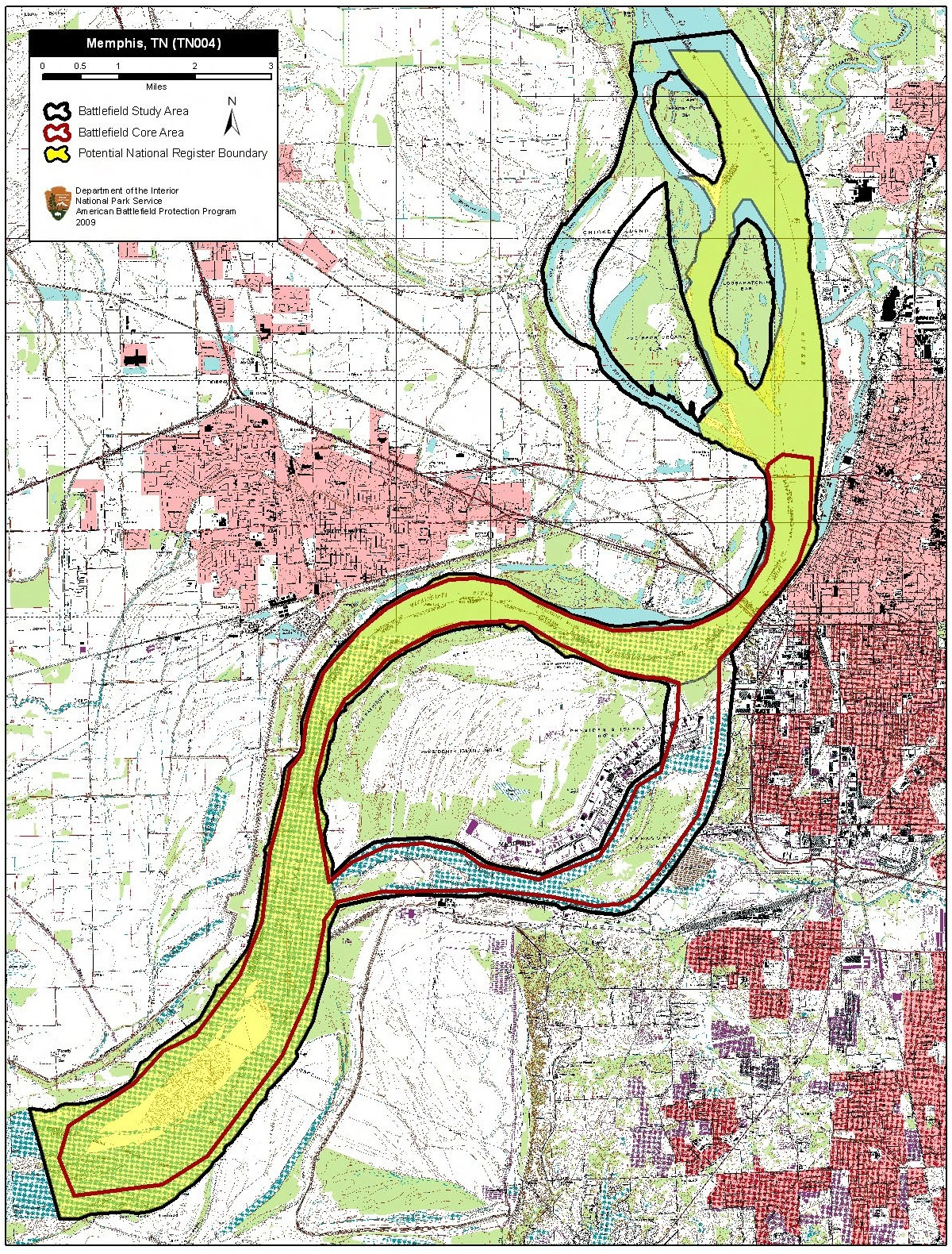
Mappa del teatro della battaglia di Memphis Ie delle aree di studio dell'American Battlefield Protection Program.

Dopo uno scambio di cannonate a lunga distanza, la flotta nordista si schierò lungo una linea lungo il fiume e andò all'assalto del nemico. In capo a poche ore sette delle otto navi sudiste erano state distrutte o catturate e solo la General Earl Van Dorn era riuscita a fuggire verso il fiume Yazoo. Al contrario dal lato nordista, solo la Queen of the West, un ariete torpediniere, era stata severamente danneggiata.

## Conseguenze
A seguito della battaglia di Memphis i nordisti riuscirono a conquistare il controllo del fiume Mississippi fino a Vicksburg che, del resto, era già posta sotto assedio dall'esercito nordista.